# Майк Пендерс
Майк Лу́їс Пе́ндерс (нід. Mike Louis Penders; нар. 31 липня 2005) — бельгійський футболіст, воротар англійського клубу «Челсі», який на правах оренди виступає за французький «Страсбур».

## Клубна кар'єра

### «Генк»
Займався футболом в юнацьких командах «Борсем Спорт» і «Брегел Спорт», а 2018 року приєднався до академії «Генка», де потім упродовж 4 років виступав на юнацькому та молодіжному рівні. 30 квітня 2021 року підписав свій перший контракт с клубом, а 25 травня 2022 року продовжив контракт до 2025 року
. 14 серпня 2022 року провів свій перший матч у професіональному футболі за фарм-клуб «Йонг Генк» у поєдинку Челленджер Про Ліги проти клубу «Льєрс Кемпензонен». Також виступав в Юнацькій лізі УЄФА.
23 серпня 2023 року продовжив контракт з «Генком» до 2028 року. З сезону 2023–24 призначений капітаном «Йонг Генка».
Перед початком сезону 2024–25 отримав виклик до першої команди через травму основного воротаря Гендріка Ван Кромбрюгге. 28 липня 2024 року дебютував в основному складі «Генка» в матчі Про-ліги проти льєзького «Стандарда». Таким чином у віці 18 років і 363 днів став третім наймолодшим воротарем у чемпіонаті Бельгії після Тібо Куртуа у 2009 році (16 років і 341 день) та Мартена Вандевордта у 2019 році (17 років і 284 дні). Також у цьому поєдинку оформив свій перший «сухий матч».

### «Челсі»
27 серпня 2024 року підписав багаторічний контракт з англійським клубом Прем'єр-ліги «Челсі», розрахований до 2032 року. Сума трансферу становила близько 17 млн фунтів стерлінгів, а футболіст приєднається до команди влітку 2025 року. Влітку 2025 року виступав на Клубному чемпіонаті світу в США. На турнірі був запасним, а його команда здобула трофей, перемігши у фіналі французький «Парі Сен-Жермен».

#### Оренда в «Страсбур»
28 липня 2025 року відправився в сезонну оренду у французький «Страсбур». 17 серпня дебютував за нову команду в матчі Ліги 1 проти «Меца».

## Кар'єра в збірній
Виступав за збірні Бельгії до 17, до 18 і до 19 року.

## Статистика виступів
Станом на 17 серпня 2025
| Клуб              | Сезон             | Чемпіонат          | Чемпіонат | Чемпіонат | Кубок | Кубок | Кубок ліги | Кубок ліги | Єврокубки | Єврокубки | Інші  | Інші | Всього | Всього |
| Клуб              | Сезон             | Дивізіон           | Матчі     | Голи      | Матчі | Голи  | Матчі      | Голи       | Матчі     | Голи      | Матчі | Голи | Матчі  | Голи   |
| ----------------- | ----------------- | ------------------ | --------- | --------- | ----- | ----- | ---------- | ---------- | --------- | --------- | ----- | ---- | ------ | ------ |
| Йонг Генк         | 2022–23           | Челледжер Про-ліга | 9         | –10       | —     | —     | —          | —          | —         | —         | —     | —    | 9      | –10    |
| Йонг Генк         | 2023–24           | Челледжер Про-ліга | 25        | –42       | —     | —     | —          | —          | —         | —         | —     | —    | 25     | –42    |
| Йонг Генк         | 2024–25           | Челледжер Про-ліга | 9         | –19       | —     | —     | —          | —          | —         | —         | —     | —    | 8      | –17    |
| Йонг Генк         | Всього            | Всього             | 43        | –71       | 0     | 0     | 0          | 0          | 0         | 0         | 0     | 0    | 42     | –69    |
| Генк              | 2024–25           | Про-ліга           | 21        | –19       | 5     | –4    | —          | —          | 0         | 0         | 0     | 0    | 26     | –25    |
| Челсі             | 2024–25           | Прем'єр-ліга       | —         | —         | —     | —     | —          | —          | —         | —         | 0     | 0    | 0      | 0      |
| Челсі             | 2025–26           | Прем'єр-ліга       | 0         | 0         | 0     | 0     | 0          | 0          | 0         | 0         | 0     | 0    | 0      | 0      |
| Челсі             | Всього            | Всього             | 0         | 0         | 0     | 0     | 0          | 0          | 0         | 0         | 0     | 0    | 0      | 0      |
| → Страсбур        | 2025–26           | Ліга 1             | 1         | 0         | 0     | 0     | —          | —          | 0         | 0         | —     | —    | 1      | 0      |
| Всього за кар'єру | Всього за кар'єру | Всього за кар'єру  | 65        | –90       | 5     | –4    | 0          | 0          | 0         | 0         | 0     | 0    | 70     | –94    |

1. ↑  Матчі на клубному чемпіонаті світу

## Досягнення
«Челсі»
- Переможець Клубного чемпіонату світу: 2025[18]